# Tamurek

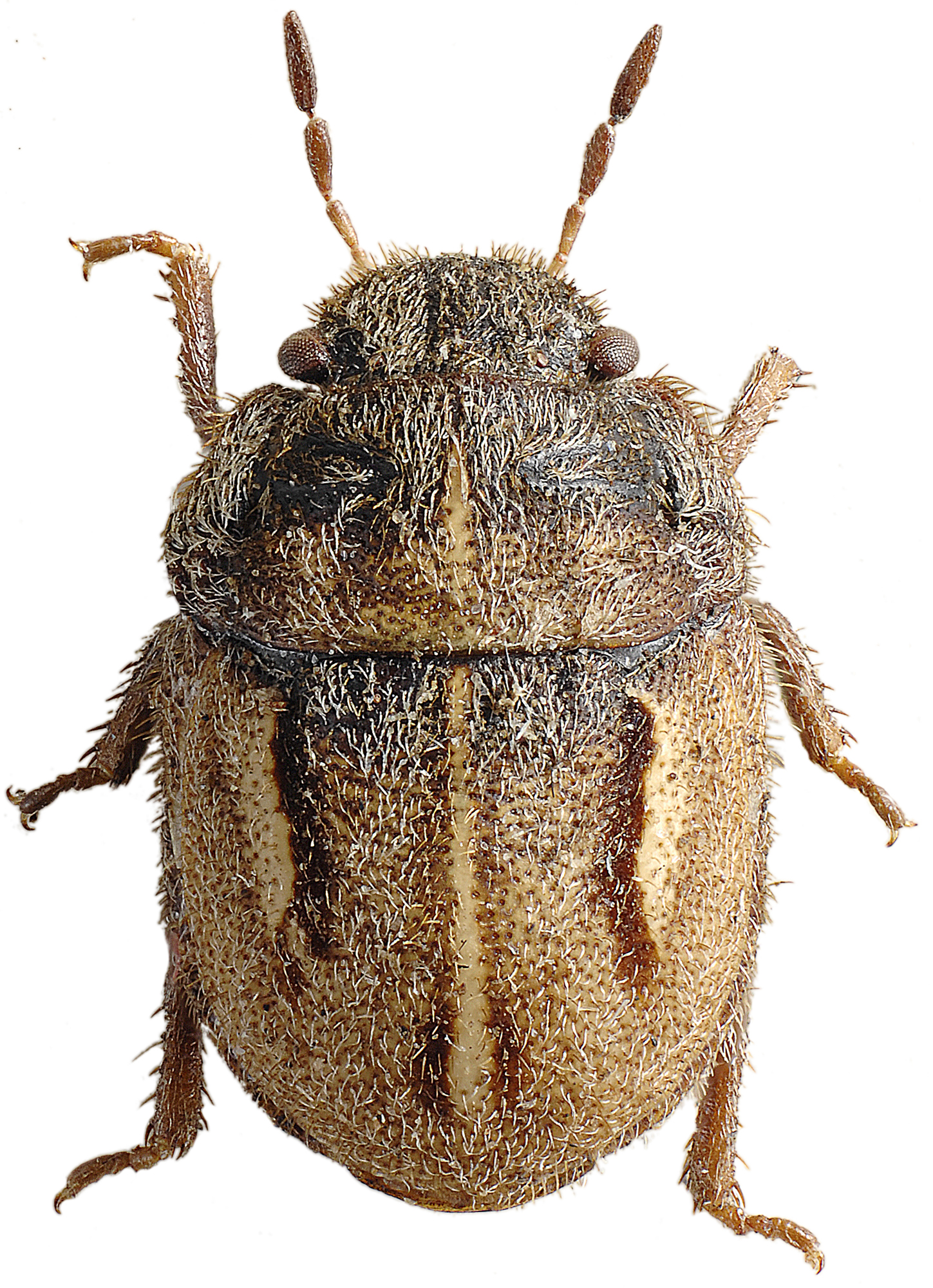
Odontoscelis lineola

Tamurek (Odontoscelis) – rodzaj pluskwiaków z podrzędu różnoskrzydłych i rodziny żółwinkowatych. Obejmuje 13 opisanych gatunków. Zamieszkują krainę palearktyczną, północną część krainy etiopskiej oraz północno-zachodnią część krainy orientalnej.

## Morfologia
Pluskwiaki o ciele okrągławym do owalnego, osiągające od 3 do 9 mm długości, przy czym samice są ogólnie wyraźnie większe od samców. Wierzch ciała ma ubarwienie brązowe do brunatnoczarnego, często z mniej lub bardziej rozległym żółtawym wzorem, rzadziej bez niego. Głowa i przedplecze zwykle są jednolicie ciemne, ale na przedpleczu może występować żółtawa linia środkowa lub rozjaśnienie w tylnej części. Tarczka zazwyczaj ma mniej lub bardziej ciągłą żółtą linię środkową oraz jedną par wydłużonych, żółtych plamek bocznych, często od strony wewnętrznej z różnej szerokości czarnym obrzeżeniem. Rzadko, częściej u samic niż u samców tarczka jest rozleglej zażółcona. Spód ciała jest jednolicie ciemny. Całe ciało jest mniej lub bardziej gęsto owłosione, a miejscami włoski układają się w szeregi. Krawędzie ciała mają ponadto długie, sterczące szczecinki, a brzegi głowy krótsze i dłuższe sterczące włoski. Wierzch ciała jest drobno i gęsto punktowany, przy czym punktowanie to widoczne jest dobrze tylko na żółtym wzorze.
Głowa jest krótka, szeroka, o półokrągłej przedniej krawędzi. Zaopatrzona jest w dość małe i zwykle wystające poza jej obrys oczy złożone oraz dwa umieszczone na ciemieniu przyoczka. Czułki są krótkie, żółtawe do brązowych. Ich trzeci człon jest najkrótszy. Przedplecze jest duże, wyraźnie szersze niż długie, o wyraźnych krawędziach bocznych, zazwyczaj mających wyraźne wcięcie przed kątami tylno-bocznymi. Na powierzchni przedplecza występuje w ⅓ długości poprzeczna, nieciągła bruzda. Tarcza jest szeroka, zakrywa niemal cały odwłok i półpokrywy. Odnóża są owłosione i mają kolczaste golenie o funkcji grzebnej. Stopy są trójczłonowe. Listewka brzeżna odwłoka od góry jest słabo widoczna.
Samiec ma wydłużony lub bardziej przysadzisty fallus zbudowany z bardziej zesklerotyzowanej falloteki i bardziej błoniastej koniunktywy, wchodzącej w fallotekę w pozycji spoczynkowej. Koniunktywa podzielona jest na bazykoniunktywę, tworzącą z falloteką fallosomę o końcu zaopatrzonym w ślimakowaty zbiornik ejakulacyjny, oraz dystikoniunktywę, tworzącą wraz ze słabo rozwiniętą wezyką endosomę. Fallus ma dwie lub trzy pary połączonych z koniunktywą przydatków o charakterystycznym dla gatunku kształcie i rozmiarze, które służą do kotwiczenia apartu kopulacyjnego w pochwie samicy w czasie kopulacji. Z kolei budowa paramer i pygoforu jest wśród tamurków mało specyficzna dla gatunków.
Samice mają w widoku brzusznym dostrzegalne, punktowane i owłosione parategity ósmego i dziewiątego segmentu odwłoka oraz duże walwifery pierwszej pary. Walwule i walwifery drugiej pary są natomiast małe i od spodu niewidoczne lub niemal niewidoczne. Zbiornik nasienny jest stosunkowo dużych rozmiarów.

## Ekologia i występowanie
Owady prowadzą skryty tryb życia. Bytują przy nasadowych częściach roślin pokarmowych lub zagrzebują się płytko w podłożu dzięki kolczastym goleniom i sterczącym szczecinkom na brzegach ciała. Samice składają duże, kuliste jaja do gleby lub na roślinach pokarmowych.
Przedstawiciele rodzaju zamieszkują krainę palearktyczną i północną część krainy etiopskiej, a pojedynczy gatunek podawany jest z Indii. W Polsce stwierdzono występowanie tylko tamurka wybrednego i tamurka srebrnopaska.

## Taksonomia
Rodzaj ten wprowadził w 1833 roku François-Louis Laporte, hrabia de Castelnau. W 1859 roku Jean-Charles Chenu i Eugène A.S.L. Desmarest wyznaczyli Cimex fuliginosus jego gatunkiem typowym. W pracach z 1986 i 1987 roku rewizji rodzaju dokonała Ursula Göllner-Scheiding, wprowadzając m.in. podział na dwa podrodzaje.
Do rodzaju zalicza się 13 opisanych gatunków zgrupowanych w dwóch podrodzajach:
- podrodzaj: Odontoscelis (Obscuromorpha) Göllner-Scheiding, 1987
  - Odontoscelis hispidula Jakovlev, 1874
  - Odontoscelis tomentosa (Germar, 1839)
  - Odontoscelis vittata Horváth, 1911
  - Odontoscelis zarudnyi V.G. Putshkov, 1965
- podrodzaj: Odontoscelis s.str. Laporte de Castelnau, 1833
  - grupa gatunków fuliginosa
    - Odontoscelis byrrhus Seidenstücker, 1972
    - Odontoscelis fuliginosa (Linnaeus, 1761) – tamurek wybredny
    - Odontoscelis hispanica Göllner-Scheiding, 1987
    - Odontoscelis litura (Fabricius, 1775)
    - Odontoscelis montandoni Kis, 1979
    - Odontoscelis signata Fieber, 1861

  - grupa gatunków dorsalis
    - Odontoscelis dorsalis (Fabricius, 1798)
    - Odontoscelis lineola Rambur, 1839 – tamurek srebrnopasek
    - Odontoscelis minuta Jakovlev, 1881